# Märtha Lindlöf
Märtha Teresia Lindlöf, född Lodenius 28 mars 1875 i Stockholm, död på samma ort 19 januari 1938, var en svensk skådespelare. Hon var syster till Elias Lodenius.

## Biografi
Lindlöf, som var dotter till arkitekt Gustaf Lodenius och Augusta Anderson, studerade dramatik för Anna Lisa Hwasser-Engelbrecht. Hon scendebuterade vid Vasateatern 1897, var engagerad vid Svenska Teatern i Helsingfors 1898–1899, hos Hjalmar Selander 1899–1900, hade eget teatersällskap i Finland 1900–1902 och var verksam vid Vasateatern och Svenska Teatern i Stockholm från 1902. Hon filmdebuterade 1918 i John W. Brunius' Mästerkatten i stövlar och kom att medverka i sammanlagt elva filmer till och med 1938.
Hon var från 1902 till sin död 1938 gift med regissören John Lindlöf. Hon ligger begravd på Norra begravningsplatsen tillsammans med maken.

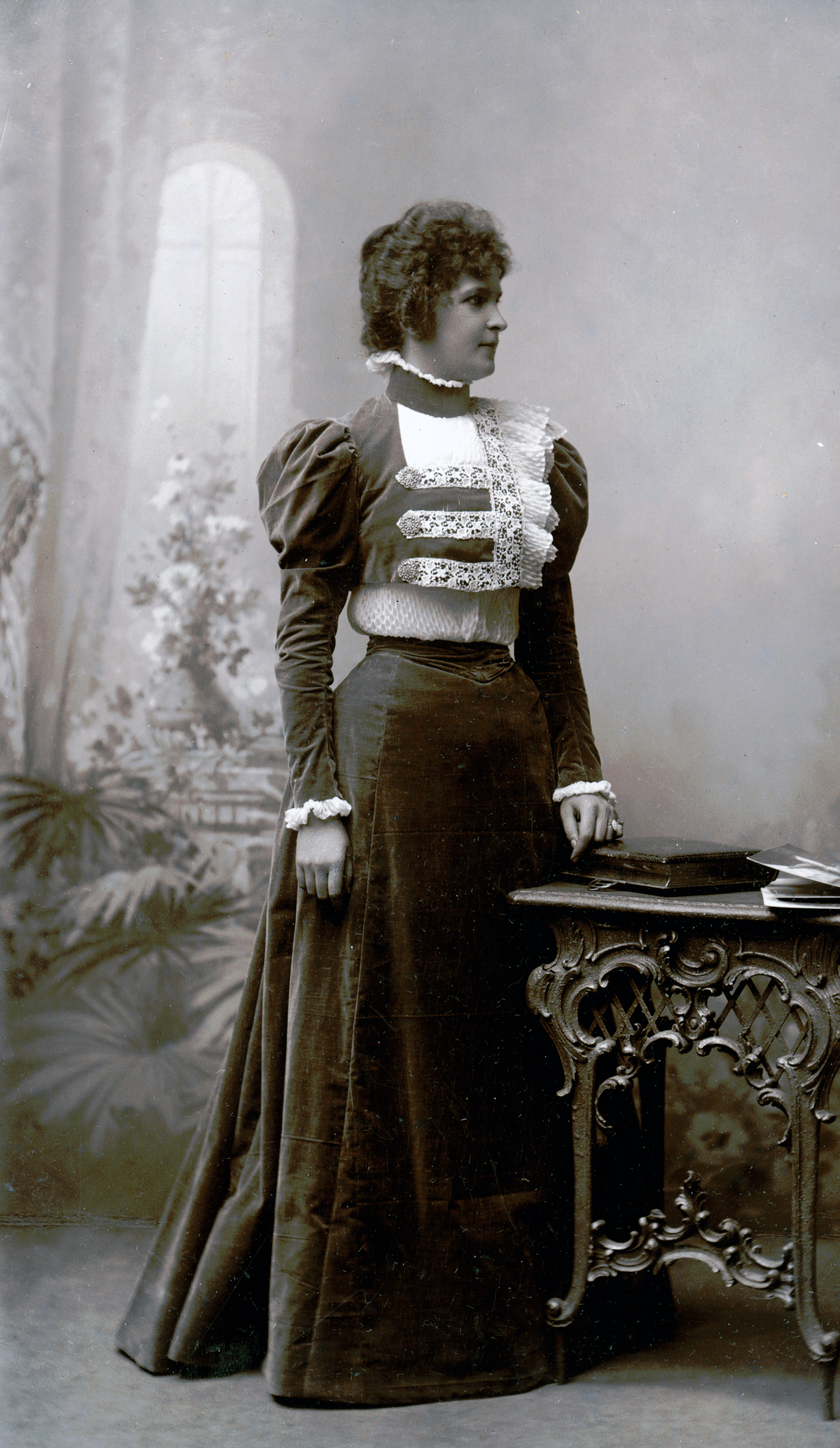

## Filmografi
- 1918 – Mästerkatten i stövlar
- 1925 – Ingmarsarvet
- 1925 – Karl XII
- 1926 – Mordbrännerskan
- 1929 – Rågens rike
- 1930 – Den råd lyder är vis
- 1930 – Den gamla gården
- 1936 – Spöket på Bragehus
- 1937 – Häxnatten
- 1937 – Familjen Andersson
- 1938 – Två år i varje klass

## Teater

### Roller (ej komplett)
| År   | Roll                      | Produktion                                                            | Regi             | Teater                     |
| ---- | ------------------------- | --------------------------------------------------------------------- | ---------------- | -------------------------- |
| 1905 | Marianne                  | Kedjan Herman Heijermans                                              |                  | Vasateatern                |
| 1906 |                           | Flyttfåglar Maurice Donnay och Lucien Descaves                        |                  | Svenska teatern, Stockholm |
| 1906 | Hustrun                   | Nejlikan Ugo Ojetti                                                   |                  | Vasateatern                |
| 1907 |                           | Fernands giftermål Georges Feydeau                                    |                  | Vasateatern                |
| 1907 |                           | Cathérine Henri Lavedan                                               |                  | Vasateatern                |
| 1908 |                           | Amatörtjuven E. W. Hornung och Eugene Presbrey                        |                  | Vasateatern                |
| 1908 | Markisinnan d'Andeline    | Simson Henry Bernstein                                                |                  | Svenska teatern, Stockholm |
| 1909 | Fru Helmer                | Den röda hanen Palle Rosenkrantz                                      |                  | Svenska teatern, Stockholm |
| 1909 | Drottning Sofia           | Bjälbojarlen August Strindberg                                        | Victor Castegren | Svenska teatern, Stockholm |
| 1909 |                           | Moral Ludwig Thoma                                                    |                  | Svenska teatern, Stockholm |
| 1910 | Rosette                   | Chokladdockan Paul Gavault                                            |                  | Svenska teatern, Stockholm |
| 1910 |                           | De ungas förbund Henrik Ibsen                                         |                  | Svenska teatern, Stockholm |
| 1911 | Hertiginnan av Friedland  | Wallenstein Friedrich Schiller                                        | Gunnar Klintberg | Svenska teatern, Stockholm |
| 1914 | Mathilda                  | Kompanjonen Adolph L'Arronge                                          | Knut Nyblom      | Vasateatern                |
| 1914 | Prinsens moder Styvmodern | Svanevit August Strindberg                                            | Victor Castegren | Svenska teatern, Stockholm |
| 1916 | Fru Dörffel               | Gamla Heidelberg (Alt-Heidelberg) Wilhelm Meyer-Förster               |                  | Svenska teatern, Stockholm |
| 1917 |                           | Kring drottningen Brita von Horn                                      | Gunnar Klintberg | Svenska teatern, Stockholm |
| 1919 | Grevinnan Capulet         | Romeo och Julia (The Tragedy of Romeo and Juliet) William Shakespeare | Gunnar Klintberg | Svenska teatern, Stockholm |
| 1924 |                           | Det gick en ängel Jacques Bousquet och Henri Falk                     | Tollie Zellman   | Komediteatern              |
| 1937 | Generalskan Engel         | Peter den store Paul Sarauw                                           | Paul Sarauw      | Södra Teatern              |